# Belliganodu, Channagiri
Belliganodu là một làng thuộc tehsil Channagiri, huyện Davanagere, bang Karnataka, Ấn Độ.